# Nacionalismo brasileiro

Pintura Independência ou Morte (Pedro Américo, 1888), arte que representa a independência do Brasil, a qual impulsionou o nacionalismo brasileiro.

O nacionalismo no Brasil é manifestado pelo povo brasileiro, no geral, em relação à promoção e preservação da sociedade, cultura, economia ou meio ambiente brasileiros. O nacionalismo brasileiro tornou-se forte durante a declaração de independência do Brasil, no século XIX e foi marcadamente católico.

## História
O Brasil era inicialmente uma colônia de Portugal, estabelecida durante a colonização portuguesa das Américas. Os historiadores não têm certeza do momento preciso em que os brasileiros desenvolveram um nacionalismo local, distinto do português. Em alguns casos, é apontada para a própria descoberta, em outros é atribuída às explorações dos bandeirantes ou ao teatro sul-americano da Guerra Luso-Holandesa no século XVII.
Ainda assim, os primeiros casos de um forte sentimento nacionalista emergiram no século XIX. A oligarquia colonial branca de origem brasileira desenvolveu sentimentos contra o sistema colonial e manifestou hostilidade às autoridades portuguesas. Havia conspirações locais para se separar de Portugal, já em 1789, mas a independência do Brasil ocorreu na década de 1820, após a transferência da corte portuguesa para o Brasil durante as Guerras Napoleônicas. Os brasileiros tinham um desejo de autogoverno e ressentiam-se de que a riqueza da nação fosse levada para Portugal.
Após a independência, o nacionalismo brasileiro manteve seu sentimento antiportuguês, expandindo-se para os sentimentos antibritânicos e antiespanhóis (especialmente contra os países da Bacia do Rio da Prata, Argentina, Paraguai e Uruguai), moldando um nacionalismo antiestrangeiro. O sentimento antiportuguês era de fato um sentimento comum em todo o Brasil, e ajudou a manter o país unificado durante os períodos coloniais finais e os primeiros anos caóticos após a independência. A monarquia brasileira também era um fator unificador, já que a maioria da elite aceitou a autoridade dos reis e temia as consequências de uma possível revolução de seus escravos. A elite imaginava um país de povos brancos, mas os escravos, os mulatos e os mestiços compunham quase os dois terços da população brasileira. Para este fim, incentivaram a imigração europeia, para aumentar o número de pessoas brancas.
O sentimento antiportuguês também levou a um maior uso da língua francesa, em detrimento da língua portuguesa. A França foi vista na época como um modelo de civilização e progresso. O nacionalismo literário começou na década de 1840 com as obras de José de Alencar, que utilizou modelos literários franceses para descrever as regiões e os meios sociais do Brasil. As obras literárias nacionalistas tornaram-se mais complexas na segunda metade do século XIX.

### O nacionalismo antiportuguês na abdicação de Dom Pedro I
Este sentimento antilusitano levaria também a queda do Imperador Dom Pedro I. Dom Pedro seria acusado pelos brasileiros, chamados de nativistas, de que ele estaria se interessando demais de assuntos sobre Portugal, do qual era regente em favor de sua filha, Maria II de Portugal, e assim negligenciar os interesses do Brasil. Portugal passava por uma guerra civil, na qual Miguel I de Portugal tomou o poder de Maria II, sua sobrinha.
No dia 20 de janeiro de 1830, Francisco Gomes da Silva, conhecido como o Chalaça, ter-se-ia envolvido em um incidente envolvendo um general brasileiro durante um baile no prédio do Senado. O Chalaça teria ofendido o general, ao obrigar que orquestra tocasse uma música que não constava na programação. Começava então uma ação junta do Marquês de Barbacena, os irmãos Andrada e do partido nativista, para que se livrassem do chamado "gabinete secreto", que eram homens portugueses que se viam em posição próxima ao Imperador.
O Marquês foi demitido por Dom Pedro I em 28 de setembro devido a um desentendimento dos dois. O imperador queria contabilizar os gastos de sua filha, Maria II, que residia na Inglaterra. Quando o imperador quis verificar os documentos sobre transferências monetárias, encarregadas ao Marquês, Miguel Calmon, Ministro da Fazenda, tentou desconversar com o imperador, lhe dizendo que contaria por voz, mas não mostraria os documentos. Dom Pedro se irritou com o Ministro, o demitindo em 26 de setembro. Logo, o imperador também foi ter se a ver com o Marquês. Foi pedido a Barbacena que entregasse a pasta de Finanças, ao qual Marquês de Paraná assumiria. Barbacena se recusou a entregar a pasta, porém, o mesmo disse que se tivesse mesmo de sair do cargo, desse mais oito dias. Em resposta a isso, o Imperador, temendo que os documentos fossem subvertidos, demitiu Barbacena no dia 28 de setembro. O Marques, irritado, então tornou público que nenhuma princesa quisera casar com Dom Pedro I, somente lhe restando Dona Amélia como possível esposa.
O Marquês então, utilizou o "gabinete secreto", como bode expiatório para os acusar. Acontece que acusar o Monarca era considerado crime de acordo com a Constituição brasileira de 1824. Este "gabinete secreto", era composto por homens portugueses próximos ao imperador. A imprensa oposicionista e nativista utilizou deste caso para atacar os portugueses, em especial Chalaça, que nem no Brasil estava mais. Neste período, o sentimento antilusitano estava tão forte que qualquer português era suspeito de qualquer coisa. A imprensa local os acusaria de apoiar Dom Pedro I em um golpe contra a constituição, da qual o próprio Imperador escrevera e de uma unificação com Portugal. Assim, a Imprensa livre, e oposicionista, levou a uma histeria pela capital.
Em 11 de março, Dom Pedro volta de uma viagem frustrante à Província de Minas Gerais. Quando ele chega na capital, membros da corte e da comunidade portuguesa comemoraram a chegada, assim como provocaram os brasileiros, dando vivas ao imperador. Em resposta, os nativistas davam vivas à Constituição e vivas a Dom Pedro II. Os portugueses e brasileiros então começaram a se confrontar em formas de insultos até que culminou então em brigas físicas. O tumulto durou três dias, quando a polícia interveio. Entre os presos, se encontravam oficias brasileiros, agravando mais ainda o sentimento antilusitano.
O jornal Diário Fluminense, assim como outros, chamava os brasileiros dignos de serem chamados assim, a se unirem a favor de Dom Pedro I, com o objetivo de lembrá-los de tudo que o mesmo fizera em prol da independência do Brasil. Outros jornais, oposicionistas ao governo, ao exemplo do jornal O Repúblico, que apoiava a instauração de uma república no país, atacava Dom Pedro, insinuando que ele estava mais para um Dom Pedro IV de Portugal, e não de Dom Pedro I do Brasil, e chamando os brasileiros a lutar contra os portugueses instalados no Brasil.
Quando na data comemorativa da aprovação da Constituição, no dia 25 de março, os nativistas organizaram uma comemoração ao qual Dom Pedro I não fora convidado em uma tentativa de humilhar o mesmo. O imperador não se importou e se dirigiu a comemoração do mesmo jeito. Ao chegar no local, os organizadores do movimento disseram que o motivo do monarca não ter sido convidado se devia ao fato de que somente brasileiros foram convidados, ao que Dom Pedro respondeu: "Eu também não sou brasileiro?".
No 1.º de abril, o jornal O Repúblico, afirmava erroneamente que mais brasileiros haviam sido mortos por portugueses, levando à população a suspeitar do monarca. Como consequência, os homens, que passavam a frente do balcão onde o imperador estava, se recusavam a tirar os chapéus e até as tropas conspiravam em depor d. Pedro Francisco de Lima e Silva foi capaz de acalmar as tropas. Entretanto, no dia seguinte, O Repúblico estava novamente a propagar conflitos entre os lusitanos e brasileiros. Qualquer português ou aparente apoiador do imperador era atacado.

Dom Pedro resolveu demitir o Ministério. Para desespero dos nativistas, dois dos novos ministros eram nascidos em Portugal. No outro dia, milhares de pessoas foram ao Campo de Santana, liderado pelos liberais e nativistas, pediam a demissão do novo ministério e convocasse o antigo. De acordo com o monarca, esse pedido era inconstitucional e estava em seu direito fazer estas mudanças. De acordo com o Imperador, ele não seria um instrumento na mão da maioria, então disse a frase: "Tudo farei pelo povo, mas nada pelo povo"; que pode ser facilmente deturpada. E assim foi na data, com a população pedindo a abdicação de Dom Pedro e até mesmo a morte do mesmo. Às onze da noite, Francisco de Lima e Silva informara ao imperador que não havia mais como dispersar a multidão, a qual a maioria do exército havia juntado. Então, no dia 7 de abril de 1831, Dom Pedro abdicou em favor de Pedro II do Brasil. O ex-imperador teria inveja do pequeno monarca por ser brasileiro nato:
Prefiro descer do trono com honra a governar desonrados e envilecidos. Não nos iludamos. A contenda se tornou nacional. Todos quanto nasceram no Brasil estão no Campo e contra mim. Não me querem para governo porque sou português. Seja por que meio for, estão dispostos a se livrarem de mim. Espero por isso de há muito. Durante a viagem a Minas, anunciei que o meu regresso ao Rio seria o sinal de luta entre nacionais e portugueses, provocando a crise atual. Meu filho tem uma vantagem sobre mim, é brasileiro e os brasileiros gostam dele. Reinará sem dificuldade, a Constituição lhe garante os direitos. Descerei do trono como príncipe, constitucionalmente.

### Século XX e XXI
No início do século XX, especialmente na Primeira República, o nacionalismo era mais cultural e literário do que político. As elites buscavam afirmar uma identidade nacional brasileira em torno do romantismo e o simbolismo, e enquanto o plano econômico era dominado pelas oligarquias, com dependência de potências estrangeiras como o Reino Unido.
Em 1930, com a chegada de Getúlio Vargas ao poder, contando com o apoio de setores militares e civis insatisfeitos com a política do café com leite, foram iniciadas políticas de desenvolvimento nacional autônomo, enfatizando a industrialização e a soberania econômica. Ainda neste período, o nacionalismo tornou-se uma força pela modernização, levando à Consolidação das Leis do Trabalho (CLT), ao estímulo à indústria nacional (como a Companhia Siderúrgica Nacional) e à campanha "o petróleo é nosso" (que, posteriormente, resultou na criação da Petrobras em 1953). Contudo, mesmo com componentes fiscalmente progressistas, o nacionalismo nesta época (Estado Novo) não tinha caráter democrático.
Com a democratização após o Estado Novo, Vargas, anteriormente ditador, retornou ao poder eleito pelo povo. Vargas então promoveu defesa do controle estatal sobre recursos estratégicos (como minérios, petróleo e energia) somada à valorização do trabalho urbano e rural. Suas políticas foram continuadas por João Goulart, popularmente chamado de Jango, com reformas de base e nacionalizações. Mas tais políticas levaram à polarização política, com conservadores associando as essas políticas ao comunismo, ainda elas tivessem caráter desenvolvimentista e reformista, não revolucionário.
Com o golpe de 1964, o Governo Jango foi derrubado e movimentos progressistas foram brutalmente reprimidos, com os últimos apontando trama dos EUA pelo golpe.
Com a redemocratização e reabertura política nos anos 1980, o nacionalismo retornou ao cenário político convencional por meio figuras proeminentes como Leonel Brizola, que fundou o Partido Democrático Trabalhista (PDT) por soberania nacional e direitos laborais, enquanto o Partido dos Trabalhadores (PT), até então socialista, surgia crítico do imperialismo estadunidense e privatizações. Contudo, já nos anos 1990, a liberalização passou a ser gradativamente aplicada pelo Governo Fernando Henrique Cardoso e a princípio estendeu-se, sob manutenção da social-democracia modernizada, no início anos 2000; elementos como o tripé macroeconômico e o crescimento pelo boom das commodities foram conciliados com programas de assistência social.
O nacionalismo voltou em foco no final do anos 2000, ainda no Governo Lula. Em 2007, o Programa de Aceleração do Crescimento (PAC) foi criado visando, primariamente, a aceleração do crescimento econômico e melhorias na infraestrutura nacional. Continuado e expandido no Governo Dilma, o PAC envolveu estatais como a Petrobras, Eletrobras, além de bancos públicos como financiadores. O governo também manteve e expandiu a política de conteúdo local (PCL) no setor de petróleo e gás, obrigando empresas contratadas pela Petrobras para operar no pré-sal a adquirir um percentual de equipamentos e serviços produzidos no Brasil.
O governo resistiu à abertura total do pré-sal ao capital estrangeiro, optando pelo modelo de partilha, onde a Petrobras era operadora única dos campos do pré-sal. Ao mesmo tempo, bancos públicos como o BNDES financiavam grandes empresas brasileiras com o objetivo de criar "campeãs nacionais" capazes de competir em nível global. Por fim, existia estímulo à indústria nacional por meio de desoneração na folha de pagamento, redução nos custos de energia elétrica, certo protecionismo, incentivo à competitividade pelo Plano Brasil Maior, bem como medidas desenvolvimentistas pela nova matriz econômica.
Apesar do intuito nacionalista, essas políticas encararam dificuldades como, por exemplo, baixa competitividade de fornecedores nacionais, atrasos em entregas e escândalos de corrupção envolvendo empreiteiras e estaleiros (Lava Jato). Somada a esses problemas, a crise econômica de 2014 viu a imagem do governo se desgastar. Mesmo reeleita ainda em 2014, Dilma acabou sendo afastada da presidência em 2016, marcando uma interrupção no nacionalismo e uma nova guinada à liberalização nos dois governos seguintes (Temer e Bolsonaro).

## Ultranacionalismo brasileiro

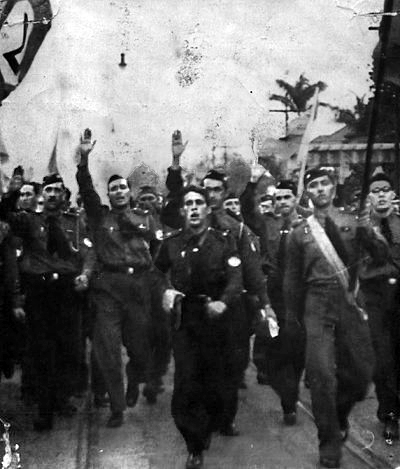
A saudação ":anauê", adotada pelos integralistas brasileiros, de provável origem tupi, significando "você é meu irmão".

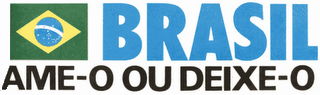
Lema "Brasil, ame-o ou deixe-o", usado pela propaganda da ditadura militar brasileira.

Uma forma mais reacionária e excludente do nacionalismo brasileiro, o ultranacionalismo no Brasil teve origem no século XX em decorrência da instabilidade político-econômica e de identidade cultural do período. Distinta do nacionalismo brasileiro, originalmente marcado pelo independentismo e sentimento antiportuguês, o ultranacionalismo era mais caracterizado por aspectos fascistas como autoritarismo, militarismo e dura oposição a grupos rotulados de "antipatrióticos".
O primeiro movimento ultranacionalista registrado no Brasil foi a Ação Integralista Brasileira (AIB), fundada em 1932 por Plínio Salgado. Principalmente inspirado pelo fascismo italiano de Benedito Mussolini e pelo nazismo de Adolf Hitler, a AIB era favorável a um Estado forte, autoritário, centralizado e que tinha o catolicismo como pilar da sociedade. Similar aos fascistas italianos e nazistas alemães, os integralistas, como eram chamados os membros da AIB, usavam camisas verdes e faziam a saudação "anauê", emulando os camisas-negras de Mussolini e os camisas-marrons de Hitler, bem como a saudação nazista. Apesar de ter ganhado tração durante o regime Vargas, o grupo acabou sendo reprimido ao tentar dar um contragolpe em 1938.
Os integralistas até chegaram a se reorganizar sob o hoje extinto Partido de Representação Popular (PRP), mas sem sucesso político significativo.
O ultranacionalismo ressurgiu ao Brasil nos anos 1960, durante a ditadura militar. Por mais que não possuísse todas as características explicitamente nazifascistas do integralismo brasileiro, os militares que lideravam o Brasil na época governavam de forma autoritária, militarista e com violenta repressão a opositores, em especial opositores de esquerda, que eram tratados como "traidores da pátria". Esses opositores viam sua participação política limitada ao então Movimento Democrático Brasileiro (MDB, 1966-1979), único partido permitido além do governista Aliança Renovadora Nacional (ARENA). Nesta onda de perseguição e exclusão, foi popularizado o lema ufanista "Brasil, ame-o ou deixe-o".
Parte do ultranacionalismo da ditadura também se aplicava à economia, com o período de crescimento econômico apontado como consequente do desenvolvimentismo, o chamado "milagre econômico", fazendo parte do discurso "Brasil potência".
Com o fim da ditadura nos anos 1980, o ultranacionalismo perdeu espaço com o processo de redemocratização e, posteriormente, nos anos 1990 e 2000, as respectivas ascensão e estabelecimento da globalização e de modelos liberais de governo. Formas com raízes radicais de nacionalismo acabaram se tornando marginalizadas, sobrevivendo em figuras como Enéas Carneiro e o Partido da Reedificação da Ordem Nacional (PRONA), e já no final dos anos 2010 perdendo espaço e apelo para uma vertente pós-fascista da extrema-direita.